# 大英寺 (加須市)
大英寺（だいえいじ）は、埼玉県加須市にある浄土宗の寺院。

## 歴史
1590年（天正18年）、松平康重の開基である。この年、康重の主君である徳川家康は関東地方の領主となり、康重は当地に封ぜられ、騎西城の城主となった。徳川家譜代の家臣であり、城主ゆかりの寺ということで、幕府より寺領30石の朱印状が交付されている。ただ境内には、浄土信仰にまつわる鎌倉時代の板碑が数多く残されていることから、康重の所領となる以前より、何らかの形で浄土系宗派の寺が存在していた可能性がある。
当初の寺号は「大秀寺」であったが、第2代将軍徳川秀忠に憚って、「大英寺」に改称した（避諱）。

## 文化財
- 大英寺板碑（加須市指定有形文化財 昭和56年12月2日指定）[2]
- 大英寺文書（加須市指定有形文化財 昭和59年3月29日指定）[2]

## 交通アクセス
- 路線バス騎西三丁目停留所より徒歩5分。